# Бересклет
Берескле́т (лат. Euónymus) — род древесных растений семейства Бересклетовые (Celastraceae). Многие виды — широко культивируемые декоративные растения.

## Название
Научное название Euonymus (Карл Линней использовал его в форме Evonymus) основано на латинском названии euonymos, которое восходит к др.-греч. εὖ — «хорошо, хороший» и др.-греч. ὄνομα — имя. То есть, Euonymus — растение «с хорошим именем», «славное».
Ранее слово Euonymus считалось женского рода, поэтому научные названия видов записывались как Euonymus europaea, Euonymus verrucosa и т. п.; такие варианты написания встречаются в русскоязычной ботанической литературе до настоящего времени (2010 год). В Венском кодексе ботанической номенклатуры (2006) закреплено написание Euonymus europaeus.
У славян бересклет имеет множество народных названий, в том числе:
- по словарю Даля: бересклед, бересдрен, куриная слепота, брухмеля, бружмель, бруслина, брусынина, бурусклен, мересклет, кислянка, жигалок[2], брусника (новорос.), брусклет[3], брухмель[4], кизлянка (козлянка, кислянка)[5], мересклет[6];
- по Фасмеру: бружме́ль, диал. бружа́вель, брухме́ль[7], брускле́н, брускле́т[8], верескле́д, по-видимому, под влиянием ве́ресI(к\)[9], по ЭСБЕ: божьи глазки[10], бирючина[11], волчье лыко (Подольская губерния)[12], саклак, волчьи серьги[13].

И. И. Лепёхин употребляет слепокурник.
«Этимологический словарь русского языка» Макса Фасмера определяет происхождение славянских названий так:

берескле́т, берескле́д — растение «Euonymus», также бересбре́к, бересдрень м. и брускле́н, брускле́т, бружме́ль, брусли́на, мерескле́т, укр. берескле́т, берикле́т, брусли́на, чеш. brslen, стар. brsniel, совр. brsníl — то же. Тёмное слово. Разные формы могли возникнуть только в результате контаминации этимологически различных названий, напр., берёза, бе́рест или брусни́ка; всё остальное неясно, даже реконструкция древней формы сопряжена с трудностями: *bersk-, *bьrsk-.
— бересклет // Этимологический словарь русского языка = Russisches etymologisches Wörterbuch : в 4 т. / авт.-сост. М. Фасмер ; пер. с нем. и доп. чл.‑кор. АН СССР О. Н. Трубачёва, под ред. и с предисл. проф. Б. А. Ларина [т. I]. — Изд. 2-е, стер. — М. : Прогресс, 1986—1987.

## Ботаническое описание
Род Бересклет объединяет листопадные и вечнозелёные невысокие деревья или кустарники с четырёхгранными или округлыми побегами, часто с пробковыми наростами, супротивными гладкими листьями.

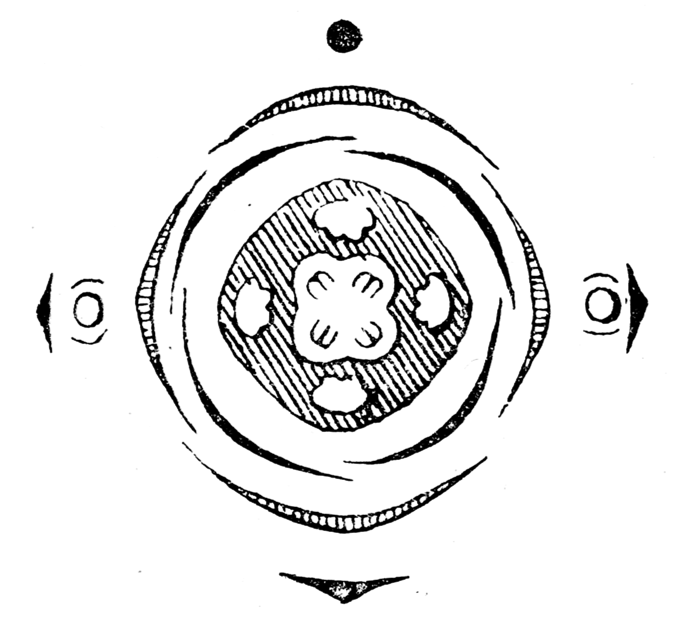
Бересклет европейский: диаграмма цветка

Невзрачные мелкие цветки, бледно окрашенные — зеленоватые или буроватые, собраны по 4—5 в пазушных многоцветковых щитковидных или кистевидных соцветиях, распускаются после развёртывания листьев. Состоят из 4—5 чашелистиков, 4—5 лепестков и стольких же тычинок и пестика с 3—5-лопастной завязью.
Плод бересклета — кожистая, сухая, обычно четырёхраздельная коробочка, крылатая или шиповатая, внутри которой находятся белые, красные или коричнево-чёрные семена, покрытые мясистой тканью — присемянником. Присемянник у разных видов бересклета окрашен в оранжевый, красный или красно-коричневый цвета. Незрелые коробочки — бледно-зелёные, но при полном дозревании они приобретают яркую окраску. В зависимости от вида она может быть жёлтой, розовой, алой, малиновой, бордовой или тёмно-пурпурной.

## Распространение и экология
Растения этого рода растут в подлеске широколиственных и смешанных лесов в основном в умеренной и субтропической областях обоих полушарий (за исключением крайних северных районов), изредка встречаются в тропиках.

## Хозяйственное значение и применение
Многие виды издавна культивируются как декоративные. Растения этого рода пригодны для создания живых изгородей, в том числе тех, которые используются для декоративного оформления заборов, различных хозяйственных построек, мест компостирования.
Наибольшее практическое значение имеют Бересклет бородавчатый и Бересклет европейский, в коре стеблей и особенно корней которых в 1931 году советским ученым Г. Г. Боссе была обнаружена гуттаперча. Побеги бересклета идут на изготовление фюзена (древесного угля для рисования).
Почти все виды бересклета ядовиты.

## Классификация

### Таксономия
Euonymus  L., 1753, Sp. Pl. : 197
Род Бересклет относится к семейству Бересклетовые (Celastraceae) порядка Бересклетоцветные (Celastrales). Кладограмма в соответствии с Системой APG IV по состоянию на декабрь 2023 года:
|  |                                      |  |                                   |                                   |                         |  | ещё 1 семейство |              |               |                                                             |
|  |                                      |  |                                   |                                   |                         |  |                 |              |               | 144 подтвержденных вида и 26 видов, ожидающих подтверждения |
|  |                                      |  |                                   | порядок Бересклетоцветные         |                         |  |                 |              | род Бересклет |                                                             |
|  |                                      |  |                                   | порядок Бересклетоцветные         |                         |  |                 |              | род Бересклет |                                                             |
|  | отдел Цветковые, или Покрытосеменные |  |                                   |                                   | семейство Бересклетовые |  |                 |              |               |                                                             |
|  | отдел Цветковые, или Покрытосеменные |  |                                   |                                   |                         |  |                 |              |               |                                                             |
|  |                                      |  | ещё 63 порядка цветковых растений | ещё 63 порядка цветковых растений |                         |  |                 | еще 98 родов | еще 98 родов  |                                                             |
|  |                                      |  |                                   | ещё 63 порядка цветковых растений |                         |  |                 |              | еще 98 родов  |                                                             |

### Виды

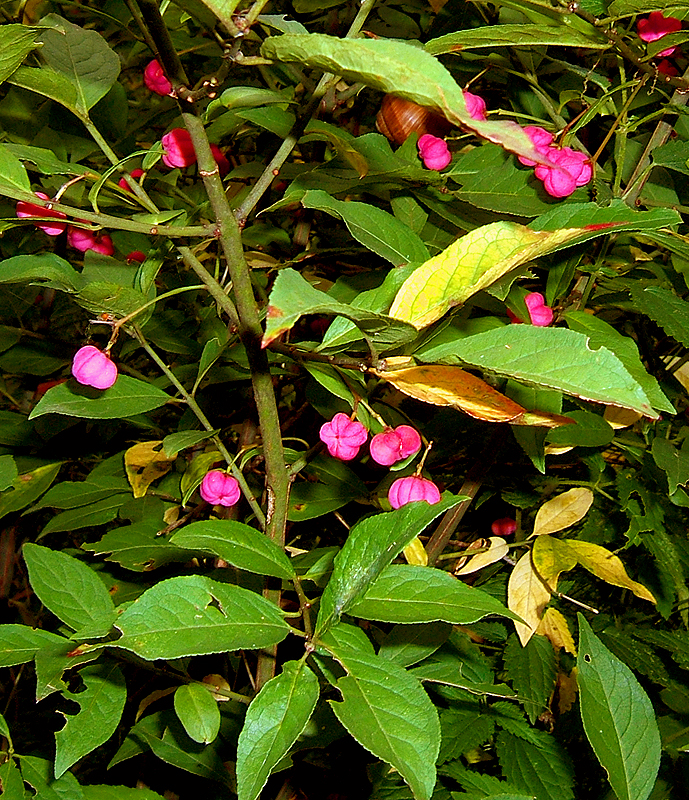

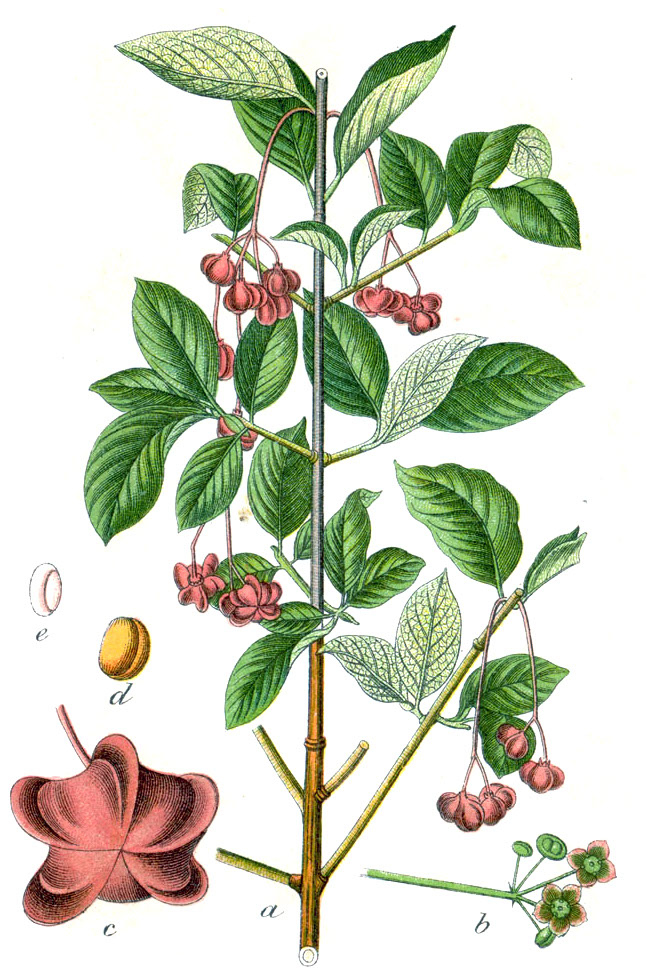
. Ботаническая иллюстрация

Во флоре России насчитывается около 20 видов. Наибольшее распространение в средней полосе России имеют два вида — Бересклет бородавчатый и Бересклет европейский.
Некоторые из видов рода:
- Euonymus alatus (Thunb.) Siebold — Бересклет крылатый — одиночно или группами растёт в тенистых лиственных лесах, на скалистых склонах, в долинах рек, вдоль горных ручьёв и речек на Южном Сахалине, в Корее, Японии, Китае.
- Euonymus europaeus L. typus — Бересклет европейский, или Бруслина[18] — естественно произрастает в европейской части России (Смоленской, Калужской, Орловской, Брянской, Липецкой, Курской, Воронежской, Тамбовской областях), в Крыму, на Кавказе, в Западной Европе, на Балканах и в Малой Азии. Растёт в подлеске широколиственных лесов на любых почвах, на склонах до 1830 м над уровнем моря, светолюбивый мезофит. С давних пор используется в декоративных целях (входит в состав основного озеленительного ассортимента). Американцами называется европейским веретеновидным деревом (англ. european spindle tree), или земляничным кустарником (англ. strawberry-bush).
- Euonymus fortunei — Бересклет Форчуна — в природе этот вид растёт в Китае. В культуре известен с 1907 года на Черноморском побережье Кавказа, на Украине. В настоящее время выращивается вплоть до Санкт-Петербурга. Это отличное почвопокровное растение.
- Euonymus latifolius (L.) Mill. — Бересклет широколиственный — встречается в Крыму, на Кавказе и в Западной Европе в буковых, грабовых и пихтовых лесах до высоты 1800 м над уровнем моря.
- Euonymus maackii Rupr. — Бересклет Маака — произрастает в разреженных широколиственных лесах, на склонах сопок, по пойменным лугам, долинам крупных рек, на лёгких песчаных и супесчаных почвах, не поднимаясь выше 100 м, в Восточной Сибири, Приморском крае, Северо-Восточном Китае.
- Euonymus macropterus Rupr. — Бересклет большекрылый — растёт одиночно или группами в тенистых и влажных смешанных кедрово- и елово-широколиственных лесах, преимущественно у скал и на каменистых россыпях в Приморском и Хабаровском краях, на Сахалине, Курилах, в Японии, Корее и Китае. В культуре очень редок, но может выращиваться на севере вплоть до Санкт-Петербурга.
- Euonymus maximoviczianus Prokh. — Бересклет Максимовича — распространён в Приморском крае, Северо-Восточном Китае. Произрастает в хвойно-широколиственных лесах по склонам гор и на морском побережье по скалистым откосам, среди зарослей кустарников и мелколесья.
- Euonymus nanus M.Bieb. — Бересклет карликовый — растёт по склонам и в долинах рек в составе горных лесов Молдавии, Украины, Крыма, Кавказа, Румынии, Северо-Западного Китая. В России известны четыре местонахождения, все в пределах Ставропольского края. Всюду очень редок. Вид, находящийся под угрозой исчезновения. Внесён в Красную книгу России. Охраняется в Кабардино-Балкарском заповеднике. Растёт в широколиственных лесах, часто на карбонатных почвах. Теневыносливый ксеромезофит.
- Euonymus sachalinensis (F.Schmidt) Maxim. — Бересклет сахалинский [= Euonymus planipes — Бересклет плоскочерешковый] — ареал — Дальний Восток, Восточная Азия. Имеется в Лазовском заповеднике. Растёт в березняках и смешанных лесах в долинах рек и на склонах до 800—900 м над уровнем моря. Светолюбивый мезофит.
- Euonymus verrucosus Scop. — Бересклет бородавчатый — европейский вид зоны широколиственных и подзоны хвойно-широколиственных лесов. Предпочитает плодородные известняковые почвы. Теневыносливый мезофит. Распространён в горах Южной, Центральной и Юго-Восточной Европы, в европейской части России от Пскова до Предуралья. Имеется во многих заповедниках европейской части России, Кавказа, Прибалтики.

| |  |  |  |
| Слева направо: бересклет крылатый (цветки), бересклет японский (общий вид), бересклет Маака (общий вид), бересклет бородавчатый (плоды) |  |  |  |

### Синонимы
- Evonimus Neck. [1768]
- Evonimus Neck. [1770]
- Genitia Nakai
- Kalonymus (Beck) Prokh.
- Masakia (Nakai) Nakai
- Melanocarya Turcz.
- Pragmatropa Pierre
- Pragmotessara Pierre
- Quadripterygium Tardieu
- Sphaerodiscus Nakai
- Turibana (Nakai) Nakai
- Vyenomus C.Presl